# 눈물 (2009년 영화)
《눈물》(眼淚, Tears)은 대만 정문당(鄭文堂) 감독의 2009년 영화이다. 14회 부산 국제 영화제에서 월드 프리미어로 상영되었다. 대만 금마장각본상 후보에 올랐었다.

## 출연진
- 채진남(蔡振南)
- 정의농(鄭宜農)
- 황건위(黃建偉)
- 방사유(房思瑜)

## 제작진
- 감독: 정문당(鄭文堂)
- 각본: 정문당(鄭文堂) 정정분(鄭靜芬), 장일봉(張軼峰)

## 영화제 출품
- 2009년 14회 부산 국제 영화제 아시아영화의 창 부문에서 월드 프리미어로 상영되었다.
- 2009년 대만 금마 영화제 개막작으로 상영되었다.

## 수상 내역
- 2009년 46회 금마장 각본상 후보에 올랐지만 수상은 하지 못했다.